# Antonio del Viso
Antonio del Viso (Córdoba, 10 de febrero de 1830 - Roma (Italia), 11 de marzo de 1904) fue un abogado y político conservador argentino, Gobernador de Córdoba, Senador de la Nación Argentina, ministro del Interior de la Nación Argentina y ministro Plenipotenciario en Roma.

## Orígenes
Hijo de Antonio del Viso (Español) y Eusebia de Bulnes y Ramírez Arellano (Cordobesa), Antonio se doctoró en jurisprudencia e inició su carrera política, a temprana edad, en 1855, cuando fue nombrado Juez del Crimen. En 1857 fue elegido diputado provincial y reelegido en el mismo cargo durante tres períodos consecutivos.

## Gobernador de Córdoba: El liberalismo
En los últimos meses de 1876, la inminencia de los comicios para elegir al reemplazante de Rodríguez movilizó a los distintos sectores políticos, especialmente del partido oficial que tenía la seguridad de conservar el poder. La Asamblea Electoral se reunió en enero de 1877 y se ungió por amplia mayoría a Clímaco de la Peña como nuevo gobernador, hombre que gozaba de gran popularidad y alineado con el presidente Nicolás Avellaneda. La disputa se produjo por la designación del vicegobernador, triunfando finalmente para ese cargo Antonio del Viso.
La asunción de las autoridades electas estaba previsto para el 17 de mayo de 1877. El día 5 de aquel mes, y luego de asistir a un almuerzo en la casa de Luis Rossi, el gobernador electo sufrió una descompostura, dejando de existir minutos después. El fallecimiento de don Clímaco de la Peña causó una profunda consternación en la sociedad, y desató una tormenta de opiniones por quién debería ocupar el sillón de gobernador.
La interpretación de la Constitución dividió el espectro político en dos. El gobernador saliente, quien no quería ceder al sector liberal, le comunicó al presidente del Colegio Electoral el deceso del gobernador electo, y solicitó se convocara otra vez al cuerpo. El presidente de la corporación le contestó negativamente a Rodríguez, argumentando que el organismo ya había cumplido con su función. El gobernador Rodríguez se marchó de la ciudad delegando el mando en el vicegobernador saliente Fernando Zavalía, quien compartía el criterio de no reunir nuevamente a los electores. Finalmente, el 17 de mayo de 1877, asumió la gobernación del Viso y con él estaba abierto el camino para que el grupo liberal llegara al poder en Córdoba. Pero el periódico “La Carcajada”, de Armengol Tecera, siempre le llamó el “vicegobernador”.

### Progreso, obras y empréstitos
Apenas asumido, el joven doctor nombró como sus ministros a Miguel Juárez Celman y a Carlos Bouquet, en las carteras de Gobierno y Hacienda, respectivamente. Desde un comienzo, el mandatario trató de realizar una prolija administración.[cita requerida] Una de las cuentas pendientes que tenía el Estado cordobés era su ineficiente aprovechamiento de las tierras fiscales, las que sin el debido control, eran utilizadas por algunos pero no reportaban ningún ingreso para el erario. En este contexto se propició la entrega de terrenos a los inmigrantes, a los que también se les facilitaba elementos de labranza, pero las mayores extensiones pasaron a mano de latifundistas de Buenos Aires y Córdoba.
La nueva realidad económica y la presencia del ferrocarril motivaron la sanción de una ley de caminos, la que posibilitó el trazado de otras vías de comunicación, siendo también promulgada otra ley de contabilidad pública.[cita requerida] La falta de continuidad de las administraciones y la crisis económica sobrellevada con grandes dificultades, impidieron una prolífica acción de gobierno.

## La revolución tejedorista de 1880
El 16 de noviembre de 1879, en unos comicios cargados de violencia, represión y fraude, el gobernador del Viso impone a su candidato oficial a la gobernación, el ministro secretario de Gobierno, Miguel Juárez Celman, por sobre el candidato opositor Felipe Díaz González, apoyado por el liberal Jerónimo del Barco y el senador nacional Luis Vélez.
Del Viso era ahora el eje de una "liga de gobernadores" constituida en 1878 bajo el propósito de definir un candidato común a la presidencia de la Nación y frenar las aspiraciones del gobernador Carlos Tejedor. Ese candidato era el ministro de Guerra de la Nación Argentina Julio A. Roca, que tenía el apoyo de cuatro provincias. La gravitación del Viso fue tan importante que Roca lo tuvo en un momento de candidato a la vicepresidencia con Tejedor, cuando creyó que podía entenderse con éste. Así las cosas, el 26 de febrero de 1880 estalló una revolución promovida desde Buenos Aires y dirigida por Lisandro Olmos contra del Viso y Juárez Celman, quienes fueron capturados por los sublevados en la sede del gobierno por entonces en el Cabildo de Córdoba. Consiguieron salvarse prometiendo la impunidad a los rebeldes, bajo amenaza de muerte. 
El 17 de mayo de 1880 Juárez Celman asumió la gobernación y frente a la lucha iniciada en Buenos Aires por Carlos Tejedor y Nicolás Avellaneda, totalmente de acuerdo con Roca, apoyó al gobierno nacional y envió numerosas tropas para someter a los revolucionarios porteños. En reconocimiento al apoyo, Antonio del Viso, tras un breve paso por el Senado de la Nación Argentina, fue nombrado ministro del Interior por el presidente Julio A. Roca.

## Recordatorios
Estación del Viso: En 1909 se crea una estación en su nombre de la línea Belgrano Norte que en aquellos tiempos unía a Buenos Aires con la ciudad de Córdoba. Actualmente lleva su apellido.  
| Predecesor: Enrique Rodríguez | Gobernador de Córdoba 17 de mayo de 1877 - 17 de mayo de 1880 | Sucesor: Miguel Juárez Celman |

- Datos: Q5700403